# Vårby gård
Vårby gård – powierzchniowa stacja sztokholmskiego metra, leży w gminie Huddinge, w dzielnicy Vårby. Na czerwonej linii metra T13, między Masmo a Vårberg. Dziennie korzysta z niej około 3 900 osób.
Stacja znajduje się u wyjścia z tunelu, na północny zachód od rogu Vårby Allé i Bäckgårdsvägen. Posiada jedno wyjście zlokalizowane przy Vårby Allé i w Vårby gårds centrum.
Otworzono ją 1 października 1972 wraz z odcinkiem Vårberg-Fittja. Posiada jeden peron. Projektantem stacji jest Michael Granit.

## Sztuka
- Flora, klinkierowa ściana z nadrukowanymi obrazami w przejściu między stacją a Vårby gårds centrum, Rolf Bergström, 1999[4]

## Czas przejazdu
| Linia | Stacja   | Czas przejazdu | Stacja                                                    | Czas przejazdu                     |
| T13   | Ropsten  | 35 min         | Liljeholmen Slussen Gamla stan T-Centralen Östermalmstorg | 17 min 23 min 25 min 27 min 29 min |
| T13   | Norsborg | 9 min          | Liljeholmen Slussen Gamla stan T-Centralen Östermalmstorg | 17 min 23 min 25 min 27 min 29 min |

## Otoczenie
W otoczeniu stacji znajdują się:
- Vårbyparken
- Vårbyhallen
- Vårbyskolan
- Vårbackaskolan
- Vårbackaskolans idrottsplats
- Vårby gårds kyrka
- Grindstuskolan
- Räddningscentral syd